# Lista över fornlämningar i Kristianstads kommun (Kiaby)
Lista över fornlämningar i Kristianstads kommun (Kiaby) är en förteckning av ett urval av de fornlämningar som finns i Kiaby i Kristianstads kommun.
| Namn                    | Lämningstyp                 | Tillkomsttid | Historisk indelning | Plats | Läge                 | ID-nr          | Bild                                      |
| ----------------------- | --------------------------- | ------------ | ------------------- | ----- | -------------------- | -------------- | ----------------------------------------- |
| Kjuge kull (Kiaby 2:1)  | Hög                         |              | Kiaby, Skåne        |       | 56.075040, 14.365811 | 10107400020001 | Ladda upp en till bild av detta fornminne |
| Kiaby 3:1               | Stensättning                |              | Kiaby, Skåne        |       | 56.076745, 14.364176 | 10107400030001 | Ladda upp en bild av detta fornminne      |
| Kiaby 4:1               | Stenkammargrav              |              | Kiaby, Skåne        |       | 56.074826, 14.357242 | 10107400040001 | Ladda upp en bild av detta fornminne      |
| Kiaby 5:1               | Stensättning                |              | Kiaby, Skåne        |       | 56.075723, 14.357692 | 10107400050001 | Ladda upp en bild av detta fornminne      |
| Kiaby 6:1               | Hög                         |              | Kiaby, Skåne        |       | 56.075186, 14.362926 | 10107400060001 | Ladda upp en bild av detta fornminne      |
| Kiaby 7:1               | Hög                         |              | Kiaby, Skåne        |       | 56.074842, 14.361175 | 10107400070001 | Ladda upp en bild av detta fornminne      |
| Kiaby 8:1               | Hög                         |              | Kiaby, Skåne        |       | 56.074609, 14.362178 | 10107400080001 | Ladda upp en bild av detta fornminne      |
| Kiaby 9:1               | Hög                         |              | Kiaby, Skåne        |       | 56.074377, 14.361692 | 10107400090001 | Ladda upp en bild av detta fornminne      |
| Kiaby 11:1              | Stenkammargrav              |              | Kiaby, Skåne        |       | 56.114042, 14.345144 | 10107400110001 | Ladda upp en bild av detta fornminne      |
| Kyrkstenen (Kiaby 19:1) | Grav markerad av sten/block |              | Kiaby, Skåne        |       | 56.105553, 14.370065 | 10107400190001 | Ladda upp en bild av detta fornminne      |
| Kiaby 27:1              | Hög                         |              | Kiaby, Skåne        |       | 56.058133, 14.318132 | 10107400270001 | Ladda upp en bild av detta fornminne      |
| Kiaby 27:2              | Hög                         |              | Kiaby, Skåne        |       | 56.057989, 14.318708 | 10107400270002 | Ladda upp en bild av detta fornminne      |
| Kiaby 28:1              | Hög                         |              | Kiaby, Skåne        |       | 56.060275, 14.320264 | 10107400280001 | Ladda upp en bild av detta fornminne      |
| Kiaby 29:1              | Hög                         |              | Kiaby, Skåne        |       | 56.064282, 14.327851 | 10107400290001 | Ladda upp en bild av detta fornminne      |
| Kiaby 34:2              | Slott/herresäte             |              | Kiaby, Skåne        |       | 56.084671, 14.347774 | 10107400340002 | Ladda upp en bild av detta fornminne      |
| Kiaby 43:1              | Stenkrets                   |              | Kiaby, Skåne        |       | 56.081753, 14.362840 | 10107400430001 | Ladda upp en bild av detta fornminne      |
| Kiaby 43:2              | Stenkrets                   |              | Kiaby, Skåne        |       | 56.081559, 14.363472 | 10107400430002 | Ladda upp en bild av detta fornminne      |
| Kiaby 44:1              | Begravningsplats            |              | Kiaby, Skåne        |       | 56.069682, 14.365859 | 10107400440001 | Ladda upp en bild av detta fornminne      |
| Höjekille (Kiaby 49:1)  | Hög                         |              | Kiaby, Skåne        |       | 56.055974, 14.331423 | 10107400490001 | Ladda upp en bild av detta fornminne      |
| Kiaby 50:1              | Hög                         |              | Kiaby, Skåne        |       | 56.048309, 14.330742 | 10107400500001 | Ladda upp en bild av detta fornminne      |
| Kiaby 50:2              | Stensättning                |              | Kiaby, Skåne        |       | 56.048272, 14.331703 | 10107400500002 | Ladda upp en bild av detta fornminne      |
| Kiaby 50:3              | Hög                         |              | Kiaby, Skåne        |       | 56.048141, 14.332254 | 10107400500003 | Ladda upp en bild av detta fornminne      |
| Isaka sten (Kiaby 88:1) | Hällristning                |              | Kiaby, Skåne        |       | 56.076902, 14.357635 | 10107400880001 | Ladda upp en bild av detta fornminne      |
| Kiaby 90:1              | Kyrka/kapell                |              | Kiaby, Skåne        |       | 56.070152, 14.354497 | 10107400900001 | Ladda upp en bild av detta fornminne      |
| Kiaby 105:1             | Hällristning                |              | Kiaby, Skåne        |       | 56.090683, 14.352730 | 10107401050001 | Ladda upp en bild av detta fornminne      |
| Kiaby 122:1             | Kvarn                       |              | Kiaby, Skåne        |       | 56.084234, 14.346210 | 10107401220001 | Ladda upp en bild av detta fornminne      |
| Kiaby 122:2(1)          | Kvarn                       |              | Kiaby, Skåne        |       | koordinater saknas   | 11112000001925 | Ladda upp en bild av detta fornminne      |